# Scott Severin
Scott Derek Severin (Stirling, 15 febbraio 1979) è un ex calciatore scozzese.

## Palmarès

### Club

#### Competizioni nazionali
- Coppa di Scozia: 1

Hearts: 1997-1998